# Barrio del Gigante
Barrio del Gigante är en ort i kommunen El Oro i delstaten Mexiko i Mexiko. Samhället hade 433 invånare vid folkräkningen år 2020.